# Unión Internacional de Magistrados
La Unión Internacional de Magistrados,  es una organización internacional profesional apolítica, fue fundada en Salzburgo, Austria en 1953. Sus miembros no son personas individuales, sino asociaciones de magistrados que tienen interés en pertenecer a la misma.
El objetivo principal de la Unión es la salvaguardia de la independencia del Poder Judicial, condición esencial de la función jurisdiccional y garantía de los derechos humanos y de las libertades de la persona.
La UIM agrupa actualmente a 73 asociaciones o grupos representativos nacionales procedentes de los cinco Continentes.
La Unión comprende cuatro grupos regionales:
- la Asociación Europea de Magistrados (40 naciones);
- el Grupo Iberoamericano (15 naciones);
- el Grupo Africano (13 naciones);
- el Grupo Asiático, Norteamericano y Oceánico (9 naciones).

La Unión tiene cuatro Comisiones de Estudio, que tratan respectivamente: Organización Judicial y Status de los Magistrados; Derecho y Procedimiento Civil; Derecho y Procedimiento Penal; Derecho Público y del Trabajo. Basándose en las relaciones nacionales, los miembros de la Comisión estudian los problemas de interés común que conciernen la justicia en todos los países, considerados desde el punto de vista comparativo y transnacional.
La Unión Internacional de Magistrados tiene status consultivo ante las Naciones Unidas (Oficina Internacional del Trabajo y Consejo Económico y Social), y ante el Consejo de Europa.

## Reunión Anual
Todos los años se reúnen en diferentes partes del mundo. En 2015 se reunieron del 4 al 8 de octubre en Barcelona (España).